# Glaciar Nimrod

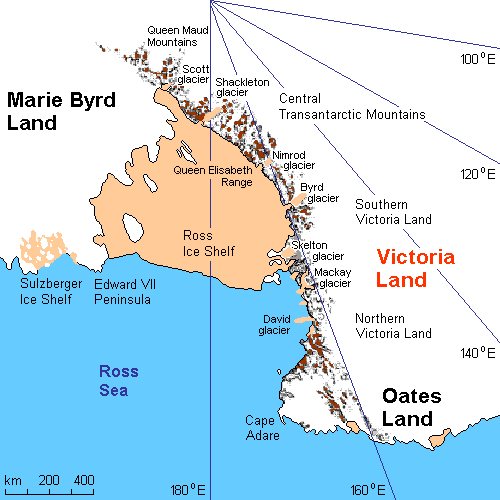
Mapa de la zona donde se ubica el glaciar Nimrod.

El glaciar Nimrod es un gran glaciar en la Antártida. El mismo mide 135 km de largo y fluye  desde la meseta antártica en dirección norte a través de las Montañas Transantárticas entre las cordillera de los geólogos y la cordillera Miller, luego en dirección noreste entre las montañas Churchill y la cordillera Reina Isabel, y finalmente descarga en la ensenada Shackleton y la Barrera de Hielo de Ross entre los cabos Wilson y Lyttelton.
Fue fotografiado desde el aire por la USN Operación Highjump, 1946-47. El nombre le fue dado por el US-ACAN, recuerda al Nimrod, el barco de la Expedición Británica Antártica (1907–09) al mando de Ernest Shackleton.